# Dansants de Peníscola
Els Dansants de Peníscola és una tradició popular de la localitat valenciana de Peníscola (Baix Maestrat) que forma part de la festa de la Mare de Déu de l'Ermitana, festa major del poble que se celebra el 8 de setembre de cada any. Es considera una de les diverses muixerangues tradicionals del País Valencià.
S'hi ballen diferents danses: dansants, llauradores, moros i cristians, gitanetes, pelegrines i cavallets. Algunes d'elles, com les gitanetes i els cavallets, desaparegueren però varen ser recuperades posteriorment.
El culte a l'Ermitana ja es menciona en un testament del 1395, però la celebració de les festes va començar el 1664. Els primers testimonis escrits que es conserven sobre les Danses de Peníscola són del 1677, en un document en el qual ja es fa notar que les seves exhibicions eren habituals molt abans. Les festes de la Verge de l'Ermitana van obtindre la declaració de Festa d'Interés Turístic Nacional en 1997.

## Vestit
Els Dansants de Peníscola és una de les poques danses en què els homes visten amb falda. Els dansants calcen espardenyes blanques amb cintes negres. Porten mitges i calçons blancs, una falda blava i damunt d'esta una d'alba. La camisa és blanca, creuada per dos tirants, un de verd i l'altre roig, que sorgeixen d'un cinturó verd i roig. Pels costats, penjant del cinturó, porten dues carteres amb imatges religioses guarnides de cintes. També porten un davantal blanc. Alguns balladors porten també collarets de colors, mocadors i insígnies. Fins a mitjan segle xx, portaven un barret blanc o roig, decorat amb espillets, amb plomes, amb papallones o amb altres elements.
L'explicació més difosa del fet que els homes dansants porten roba de dona és la llegenda segons la qual, en tornar d'una batalla amb la roba destrossada, les peniscolanes prestaren les faldes als homes per poder tapar-se. Hi ha teories que consideren la falda una versió d'una antiga túnica. Altres explicacions passen per ritus de fertilitat. Una versió ho explicaria per la prohibició tradicional de la presència de dones en danses religioses.

## Danses

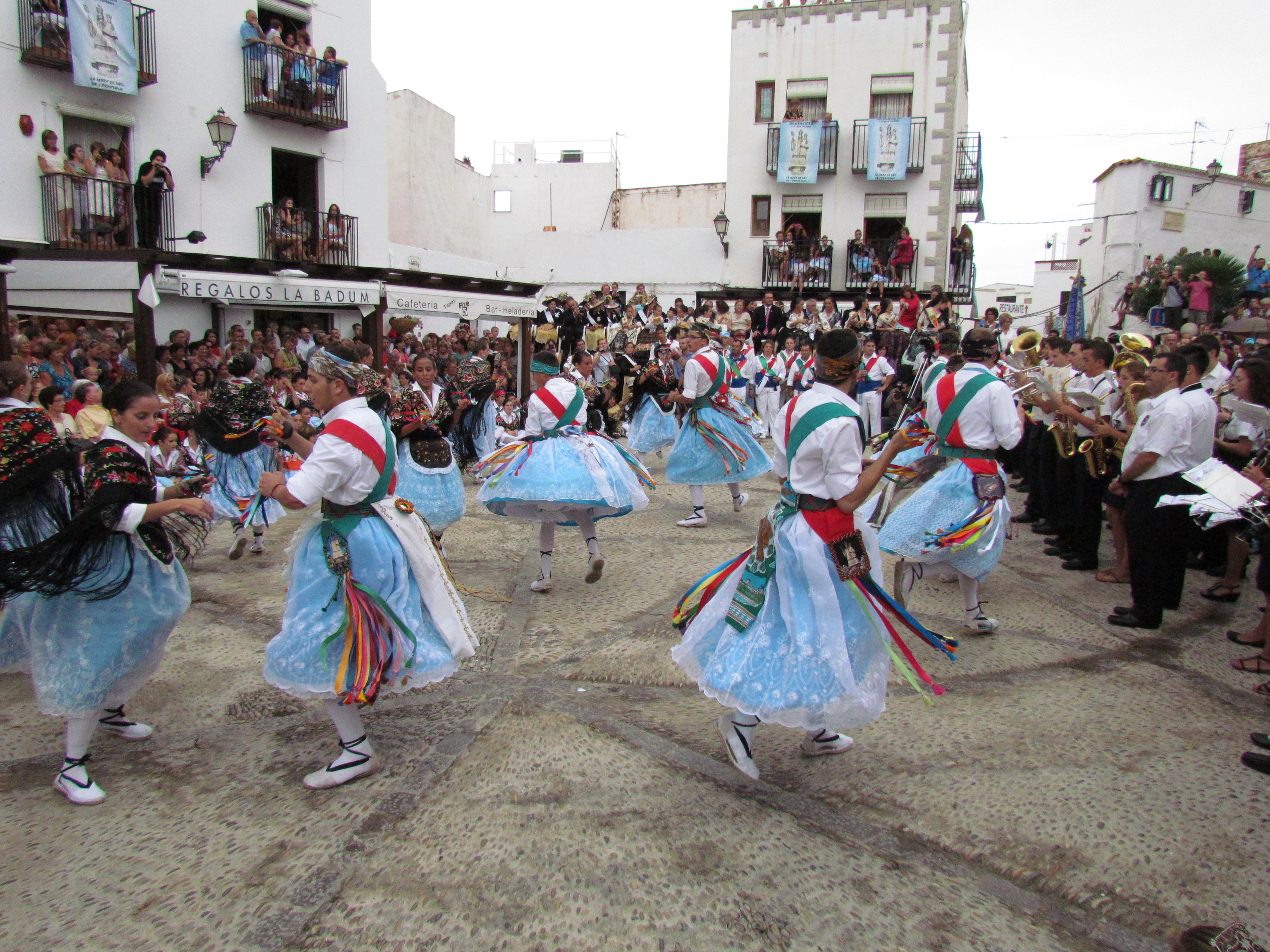
Ball de dansants i llauradores

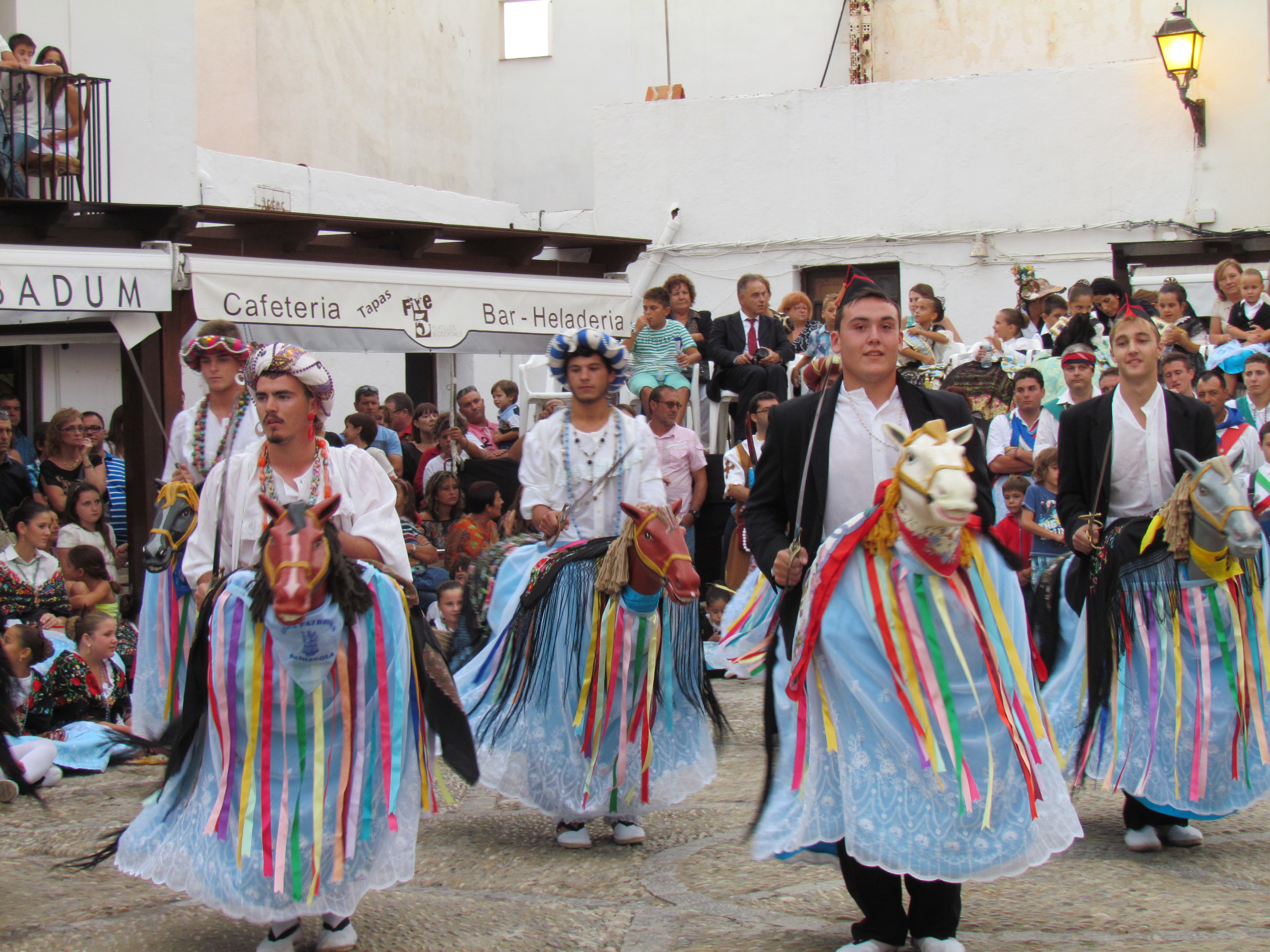
Ball dels cavallets

Els dansants realitzen dos tipus de danses:
- danses de bastons: Els bastons tenen una llargària d'uns 60 centímetres. Cada dansant en porta un i el subjecta amb la mà dreta, portant l'esquerra a la cintura. Els balls de bastons inclouen "lo primer ballet", "los dos toquets", "lo Rosildo", dalt i baix, corrillo parades i "los dos colps".[1]
- danses de castanyetes.

Ambdós balls inclouen balls com: les dues passades, la creu, la cadena, les quatre cares, les dues rodetes, la roda gran i lo doble ball.
La música que acompanya les danses és de dolçaina i tabalet, amb excepcions, com les cançons ‘’Roca del mar’’ i ‘’Honra de Peñíscola’’, incorporades al segle xx, totes dues per a banda.
Les danses es representen a la Plaça d'Armes de la població.

## Castell
En acabar les danses, els dansants alcen el castell, que és una torre humana d'estructura 3-3-1: una base de tres dansants, un segon pis també de tres i, al capdamunt, un de més. Aquest últim recita una lloa que està escrita normalment pel mateix ballador i sempre en castellà. Un vuitè ballador ajuda els altres a pujar. És una ajuda necessària per les característiques de la vestimenta.
Després de desmuntat el castell, es formen quatre pinets de dos. Aquest pinets pugen les escales i entren a l'ermita on saluden la imatge de la Mare de Déu. N'ixen i fan tombs per la plaça, reptant-se a veure qui aguanta més. Segons passa el temps, els dansants van cansant-se i cauen els pinets, fins que no n'hi queda més que un.

## Organització
Les danses les organitzava tradicionalment un mestre, a la manera de les muixerangues. El 1994 es forma l'Associació Cultural de Danses, amb estatuts i amb presidents.
Els dansants assagen pel juliol i per l'agost. La festa major és el 8 de setembre. Han actuat a altres poblacions fora del seu calendari festiu, i ho fan regularment a la Festes de la Magdalena de Castelló de la Plana. En la Magdalena, però, no hi fan el castell.
Antigament, les llauradores formaven un ball totalment diferent, però, des de mitjan segle xx, ballen el mateix que els dansants i de forma simultània. Les llauradores no fan castell.